# John Bull Island
John Bull Island ist eine Insel vor der Georg-V.-Küste im Australischen Antarktis-Territorium. Sie gehört zu den Mackellar-Inseln vor dem Kap Kap Denison in der Commonwealth-Bucht und liegt nordöstlich von Lesser Mackellar Island.
Teilnehmer der Australasiatischen Antarktisexpedition (1911–1914) unter der Leitung des australischen Polarforschers Douglas Mawson entdeckten sie. Benannt ist die Insel nach einem der Schlittenhunde der Forschungsreise. Dieser wiederum war wegen seines aggressiven Temperaments nach der Figur John Bull benannt.